# سياة بيران كاشاني (مقاطعة فومن)
سياة بيران كاشاني (بالفارسية: سیاه پیران کاشانی) هي قرية تقع في غيلان في إيران. يقدر عدد سكانها بـ 314 نسمة بحسب إحصاء 2016.